# 恋傷
「恋傷」（こいきず）は、日本のヴィジュアル系ロックバンド、jealkbのインディーズ2ndシングル。2006年10月25日発売。発売元はjkb records/R and C Ltd.。

## 収録曲
1. 恋傷（こいきず）
  - 作詞:haderu / 作曲:haderu
2. killss（キルス）
  - 作詞:haderu / 作曲:haderu &  elsa